# Voris d'Acemhöyük
Els Voris d'Acemhöyük, també anomenats Voris de Pratt, són una col·lecció d'accessoris per a mobles elaborats a Anatòlia a la primeria del mil·lenni II ae. Van ser donats al Museu Metropolità d'Art entre 1932 i 1937 per la família George D. Pratt. El grup representa un dels més importants assemblatges d'accessoris per a mobles de l'antic Orient Pròxim. És un conjunt de quatre esfinxs, tres potes de lleó, un falcó i dues gaseles ajagudes, i constitueixen l'evidència més antiga i completa d'una cadira o tron de luxe del món antic. Altres peces del grup devien pertànyer a petits objectes decoratius.

## Adquisició i interpretació
Cap dels articles donats s'han excavat científicament. Van ser comprats en el mercat d'art per a la col·lecció d'art personal dels Pratt; la família Pratt donà les peces d'ivori al Museu Metropolità d'Art en quatre ocasions entre 1932 i 1937. Les peces anaven acompanyades de molts segells d'argila, objectes de terracota, plats i figuretes.

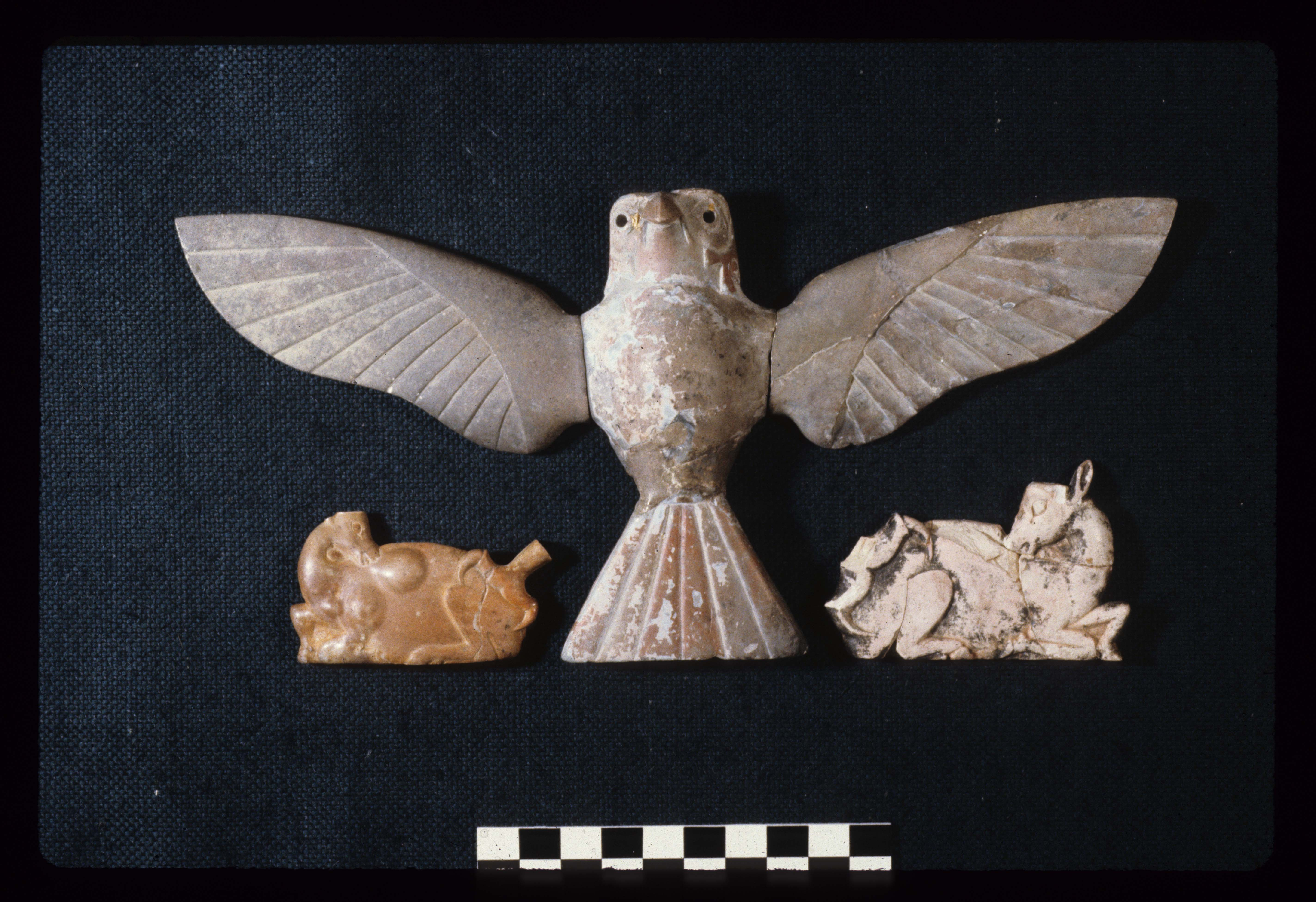
Falcó i gaseles d'Acemhöyük de vori, Turquia. Voris de Pratt, Museu Metropolità d'Art

Dues de les esfinxs d'ivori i una placa amb un lleó assegut entraven en la primera donació del 1932. En aquesta època, les esfinxs s'interpretaven com «petites potes de tamboret d'ivori» fabricades per un artesà fenici o sirià per al mercat assiri. Aquesta avaluació es basà en la seua semblança amb les peces descobertes en les excavacions de la capital assíria, Nimrud. Aquesta comparació suggereix una data de fabricació de principis del mil·lenni I ae.
De 1936 a 1937, després de la mort del seu marit, la Sra. Pratt donà altres peces de vori en tres grups, en un total de 66 objectes de vori, a més de las tres obres donades al 1932. Tot i reconéixer-los com a accessoris i decoració dels mobles, els estudiosos en debateren l'origen i data de producció. El 1936, M. S. Dimand, conservador del museu, va qüestionar l'avaluació inicial de les obres, i les datà de finals del mil·lenni II ae, del segle xiii o XII ae, i n'assignà la producció a un «desconegut centre d'art arameu al nord de Síria».

## Acemhöyük
Aproximadament tres dècades més tard, les excavacions a Acemhöyük, a Turquia, donaren una resposta concloent a la qüestió de la data i l'origen dels voris. Dirigides per Nimet Özgüç, les excavacions començaren al 1962, i revelaren dos edificis monumentals que daten de principis del mil·lenni II aC. Una d'aquestes estructures, a l'àrea sud-oriental del monticle, es va denominar palau de Sarikaya. Originàriament constava d'unes cinquanta cambres abans de ser destruït per un gran incendi. Les excavacions de les habitacions van revelar moltes bullae (segells) d'argila, que havien estat fornejades per la crema. Aquests segells podrien estar relacionats amb figures històriques conegudes, i això ajudà a proporcionar una data per al palau a la fi del segle xix i XVIII ae.
El 1965, les excavacions van revelar altres troballes importants. A la sala NA-OA/46, situada a la zona oest del palau, es va descobrir un petit grup d'articles de luxe, amb alguns objectes de vori. Un n'era una ala, que coincidia amb les que es veien en el falcó de Pratt. S'entendria que una de les ales del falcó era de fet una rèplica produïda pel museu, i que l'ala d'Acemhöyük pertanyia a la peça. Altres articles eren estilísticament comparables als voris de Pratt, incloent-hi un lleó d'ivori i plafons amb dissenys de rosetes i guilloixats. També es van descobrir segells d'argila que coincidien amb els de la col·lecció de Pratt. A més, unes recerques posteriors de Machteld Mellink descobriren una fotografia d'un antiquarid'Antakya que mostrava dues de les esfinxs de Pratt. Segons informava, aquestes venien d'Aksaray, una ciutat prop d'Acemhöyük, on els articles saquejats del lloc sovint eren venuts. Totes aquestes proves van demostrar que l'assemblatge provenia d'aquest lloc, que havia estat retirat il·lícitament per a vendre'l al mercat d'antiguitats. La data i l'origen de les peces s'entenen ara com del segle xix al XVIII ae, i de producció anatoliana.

## Reconstrucción de la cadira de vori de Simpson

Reconstrucció de la cadira d'ivori d'Acemhöyük, Turquia, vista frontal. Dibuix de l'arqueòloga Elizabeth Simpson

### Forma
Tot i que els voris de Pratt no poden ser compresos del tot per la pèrdua del seu context arqueològic, Elizabeth Simpson, amb una profunda anàlisi de les esfinxs i les potes de lleó, determinà que les peces eren originàriament part d'un tron o cadira baixa. La reconstrucció de l'obra, basada en una recerca propera de la construcció dels voris, revela una cadira amb potes formades per les esfinxs i les potes de lleó. Les esfinxs són l'element més baix, tocant el terra i suportant el pes de la cadira. Les potes de lleó recolzen al seu damunt, mirant al front. Les dues esfinxs davanteres també miren cap endavant, mentre que les que formen les potes posteriors miren cap als costats. La resta de la cadira, incloent-hi l'estructura, el seient, els respatllers i els baiards per a transportar-la, s'hauria fet de fusta fina.

Reconstrucció de la cadira d'ivori d'Acemhöyük, Turquia, vista lateral. Dibuix realitzat per Elizabeth Simpson

És probable que els plafons de falcó i gasela, entre d'altres, decorassen el respatller de la cadira, segons els exemples vists en la dinastia XVIII d'Egipte. Altres plafons de Pratt amb rosetes i motius de guilloixats poden haver estat incorporats originàriament en el disseny de la cadira, però desafortunadament és impossible determinar-ne la disposició exacta. L'efecte de luxe es devia completar amb sumptuosos coixins al seient.

### Color
L'examen de les peces de vori va revelar rastres de daurat i incrustacions, indicant que la cadira estava adornada amb or, argent i pedres precioses o semiprecioses. Segons aquesta evidència, les esfinxs semblen haver tingut ulls foscos incrustats i decorades amb or aplicat i (potser) pa d'argent. Les plataformes sota les potes del lleó semblen haver estat daurades. Els rastres d'argent en el falcó suggereixen que alguna vegada va ser decorat. És possible que en tingués més zones daurades, però que el foc arribaria a temperatures prou altes com per cremar gran part del metall.

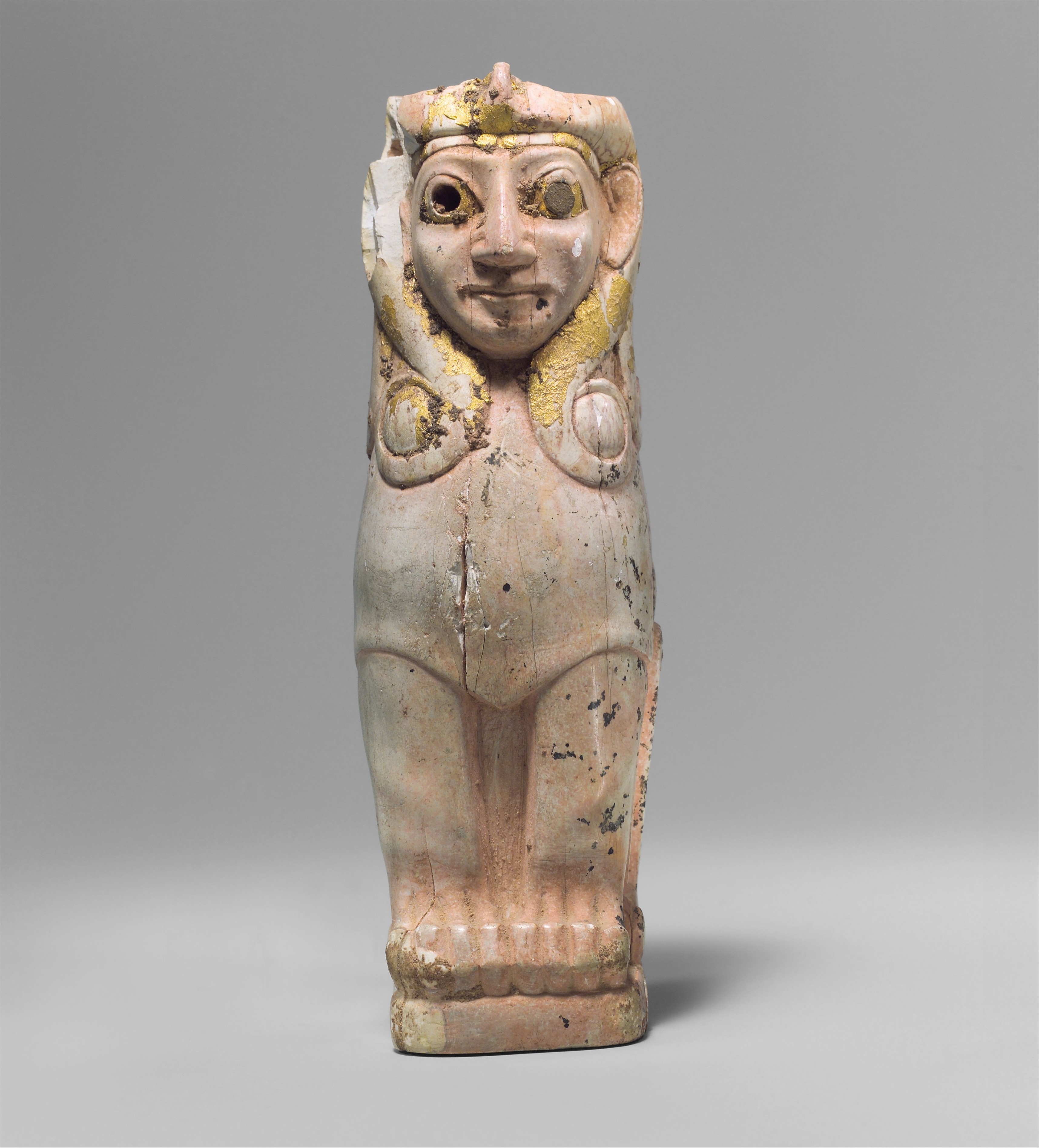
Mobles de suport: esfinx femenina amb rínxols d'estil Hathor, d'Acemhöyük, Turquia, Museu Metropolità d'Art

El color de les esfinxs i les potes dels lleons també es comenten sovint en l'estudi dels voris. Les variacions de color es produeixen entre les peces —gris, rosa, taronja i roig—, donant lloc a peces que coincideixen en la forma però no en el color. Aquestes disparitats són el resultat de les condicions variables —del nivell d'oxigen— en l'incendi que destruí el palau. Els voris es cobririen amb argila rica en òxid de ferro, que va reaccionar a aquestes condicions particulars, i en resultarien els canvis de color.

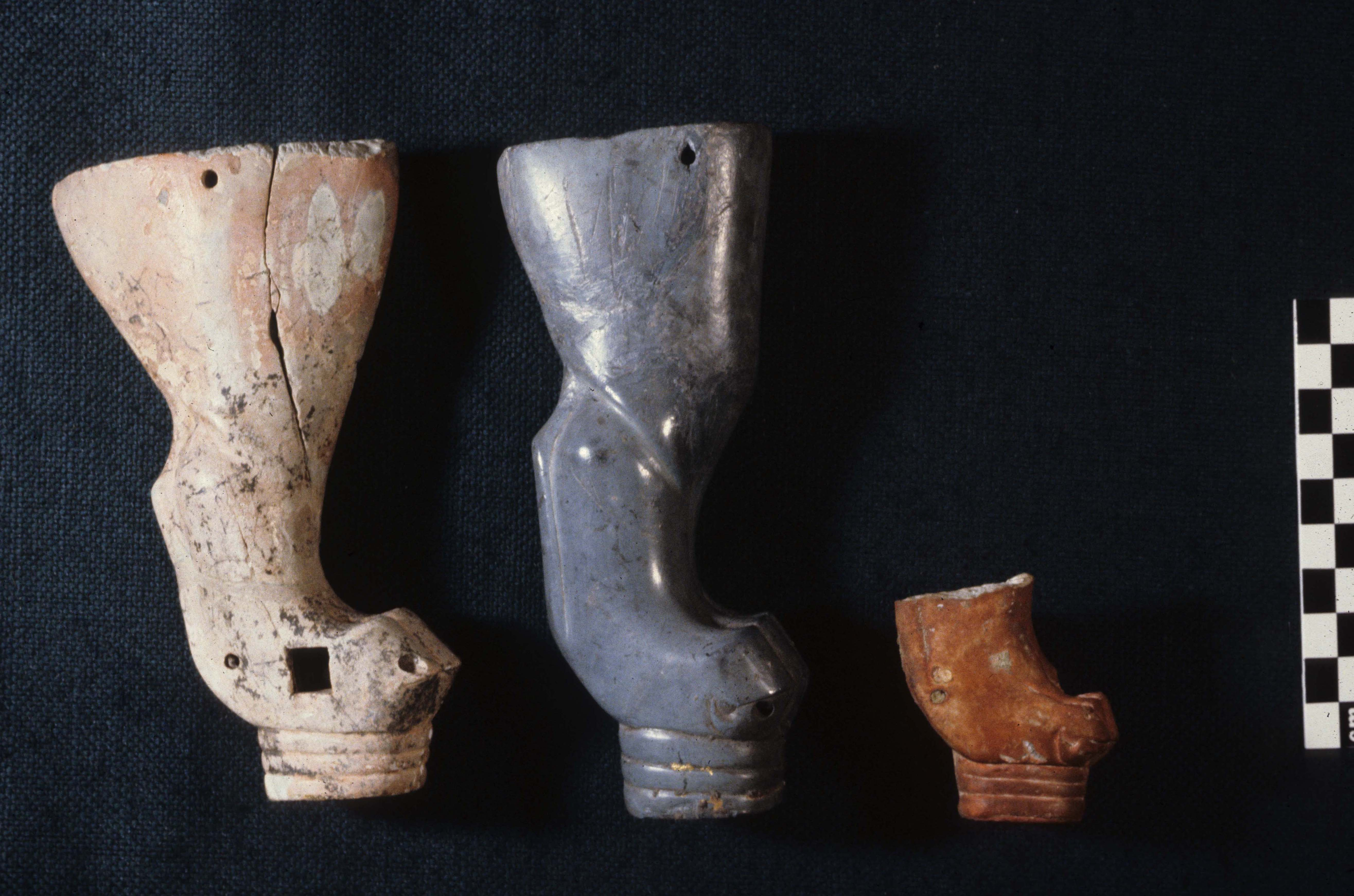
Tres potes de lleó d'ivori d'Acemhöyük, Turquia. Ivoris de Pratt, Museu Metropolità d'Art

El perquè del recobriment dels ivoris és una altra pregunta. Potser l'argila s'hi aplicàs perquè hi actuàs com un bol, per ajudar en l'aplicació i el brunyit amb la fulla de pa d'or. Simpson assenyala, però, que el revestiment es produeix en la part inferior i posterior de les peces, que no haurien estat daurades. El vori roig és també una forma decorativa testificada en els texts de l'època, que els estudiosos han interpretat com que el vori es tenyia sovint d'un color vermellós. Tal vegada en aquest cas, el revestiment acomplia dues funcions, com un bol per al daurat aplicat, i com un colorant per a les àrees exposades de vori.